# كيفن مونرو
كيفن مونرو (بالإنجليزية: Kevin Munroe)‏ هو منتج أفلام وكاتب سيناريو ومخرج كندي وأمريكي، ولد في 26 أكتوبر 1972 في باثرست ‏ في كندا.

## وصلات خارجية
- كيفن مونرو على موقع IMDb (الإنجليزية)
- كيفن مونرو على موقع ألو سيني (الفرنسية)
- كيفن مونرو على موقع أول موفي (الإنجليزية)
- كيفن مونرو على موقع بوكس أوفيس موجو (الإنجليزية)
- كيفن مونرو على موقع قاعدة بيانات الأفلام السويدية (السويدية)
- كيفن مونرو على موقع قاعدة بيانات الفيلم (الإنجليزية)
- كيفن مونرو على موقع كينوبويسك (الروسية)